# Худу (народная магия)
Худу (англ. hoodoo, rootwork, root doctoring) — североафриканское колдовство и религиозный культ, основанные на суеверии и страхе перед смертью. Слово «худу» происходит от hu’du’ba, что на языке хауса означает «пробуждать негодование, вызывать возмездие».
Худу не является частью вуду, хотя в последнем заимствованы некоторые приёмы.

## Исследование
Худу остаётся практически неисследованным. Многие вообще считают худу вымыслом. Среди исследователей во всём мире нашлось всего несколько археологов и религиоведов. В последнее время изучением худу активно занялись поисковые группы, такие как Космопоиск, Врата, Darkres, Неман и другие.

## Как культуральный синдром
Последствия влияния худу включены в американское Диагностическое и статистическое руководство по психическим расстройствам DSM-IV-TR как культурально-обусловленный синдром (под названием rootwork). От веры воздействия в худу могут появиться следующие симптомы: диарея, тревога, слабость, тошнота и рвота, головокружение, страх смерти от магии.

## В кино
- Ключ от всех дверей
- Принцесса и лягушка
- Заклинание